# Hämeenlahti
Hämeenlahti est un  quartier du district de Kuokkala de Jyväskylä en Finlande.
Hämeenlahti abrite la péninsule de Samulinniemi.

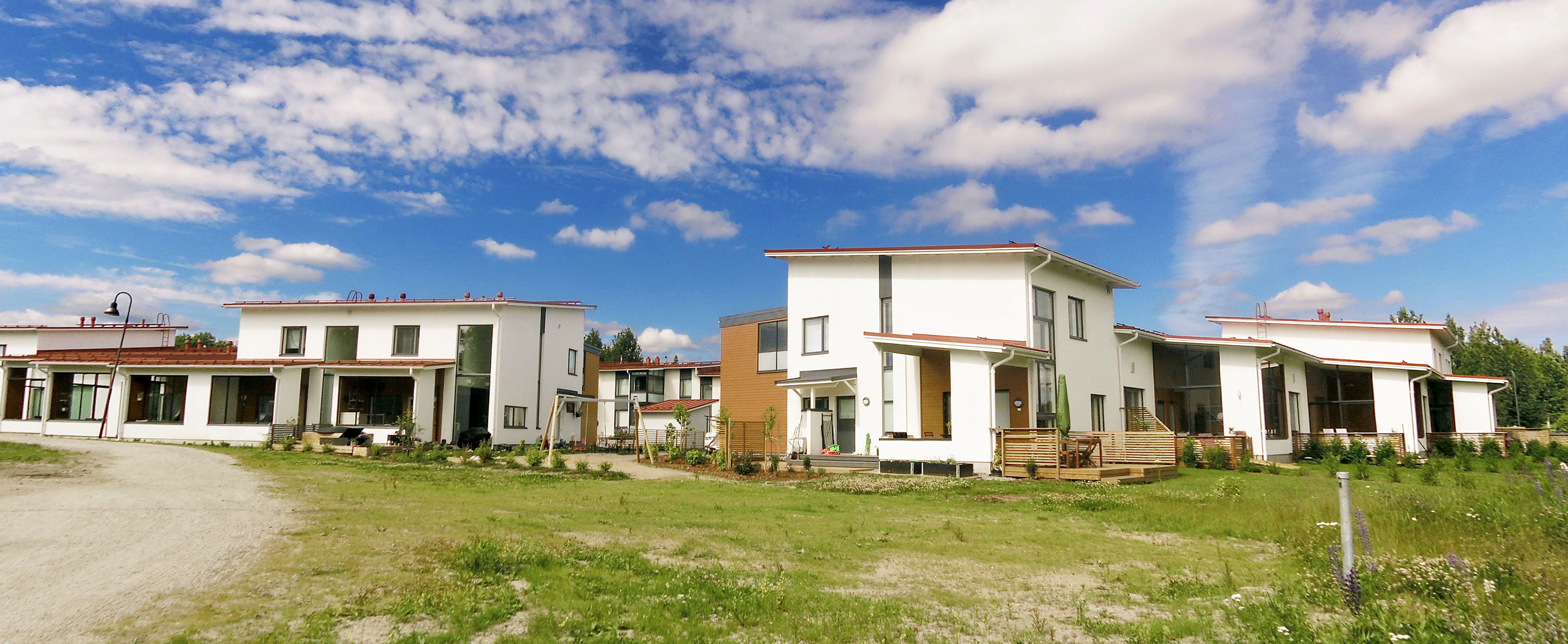
Riihimäentie 11 - Harakkaranta 9.